# کریستیان آگوست (شاهزاده آنهالت-تسربست)
کریستیان آگوست، شاهزاده آنهالت-زربست (به آلمانی: Christian August, Fürst von Anhalt-Zerbst) (به انگلیسی: Christian August, Prince of Anhalt-Zerbst) (۲۹ نوامبر ۱۶۹۰، در گمرن - ۱۶ مارس ۱۷۴۷، در تسربست) یک شاهزاده آلمانی از خاندان اسکانیا و پدر کاترین دوم روسیه می‌باشد. وی حاکم شاهزاده‌نشین آنهالت-گمرن بود و از سال ۱۷۴۲، او حاکم همه شاهزاده‌نشین آنهالت-زربست گردید. کریستیان همچنین یک ژنرال فیلدمارشال پروسی بود.

## زندگی‌نامه
شاهزاده کریستیان آگوست سومین فرزند جان لوییز اول، شاهزاده آنهالت-گمرن و کریستین الیونور بود. پس از درگذشت پدرش در سال ۱۷۰۴، شاهزاده کریستیان، آنهالت-گمرن را به طور مشترک با برادرانش جان لوئیز دوم ، جان آگوستوس (درگذشت ۱۷۰۹) ، کریستیان لوئیس (درگذشت ۱۷۱۰) و جان فردریک (به دنیا آورد ۱۷۴۲) به ارث برد.
وی در سال ۱۷۰۸ میلادی پس از حدود شش ماه خدمت به عنوان سروان در هنگ محافظ، در ۱۱ فوریه ۱۷۰۹ به هنگ پیاده‌نظام (شماره ۸) در آنهالت-زربست پیوست، هنگی که بعدها نام خود را به «هنگ گرانادیری شاه فریدریش ویلهلم چهارم پروس» تغییر داد، که این هنگ در شچچین مستقر بود.
در سال ۱۷۱۱، کریستیان آگوست نشان «دو لا ژنروزوته» را دریافت کرد که بعدها به «پور لو مریت» تغییر نام یافت، و در ۱ مارس ۱۷۱۳ به درجه سرهنگ دوم ارتقاء یافت. کریستیان آگوست پس از شرکت در چندین عملیات نظامی در جریان جنگ جانشینی اسپانیا در هلند اسپانیایی،  در سال ۱۷۱۴ به عنوان فرمانده هنگ منصوب شد، دو سال بعد، در ۴ ژانویه ۱۷۱۶ به درجه سرهنگ تمام رسید و در ۱۴ اوت ۱۷۲۱ به درجه سرتیپ ارتقاء یافت.
پس از آن‌که در ۲۴ مه ۱۷۲۵ به عنوان شوالیه، نشان افتخار «عقاب سیاه» را دریافت کرده بود در تاریخ ۲۲ ژانویه ۱۷۲۹، او فرمانده شچچین شد. 
کریستیان آوگوست در ۲۸ مه ۱۷۳۲ به درجه سرلشگری منصوب شد و در ۸ آوریل ۱۷۴۱ به درجه ژنرال پیاده‌نظام رسید. در ۵ ژوئن همان سال، او به عنوان فرماندار شچچین منصوب شد. در ۱۶ مه ۱۷۴۲، پادشاه پروس فردریک بزرگ بالاترین مقام نظامی، یعنی درجه ژنرال فیلد مارشال را به او اعطا کرد.
شش ماه بعد، با مرگ پسرعمویش، جان آگوستوس، شاهزاده آنهالت-زربست، بدون اینکه وارثی داشته باشد، او و برادر بزرگ‌ترش (تنها برادر بازمانده‌‌ اش)، جان لوئیس دوم، به عنوان وارثان آنهالت-زربست  با همدیگر به حکومت رسیدند. کریستیان آگوست در شچچین ماند و برادرش به‌طور کامل اداره حکومت را بر عهده گرفت، اما برادرش چهار سال بعد، بدون ازدواج و بدون فرزند، درگذشت. به همین خاطر، کریستیان آگوست به ناچار شچچین را ترک کرده و به زربست بازگشت، اما تنها چهار ماه سلطنت کرد تا اینکه خود او نیز درگذشت.

## ازدواج و فرزندان
کریستیان آگوست در ۸ نوامبر ۱۷۲۷ در وچلد، با «جوانا الیزابت» از «خاندان هولشتاین-گوتورپ» ( ۳۰ مه ۱۷۶۰ - ۲۴ اکتبر ۱۷۱۲)، خواهر آدولف فردریک ازدواج کرد. آنها پنج فرزند به دنیا آوردند به نام‌های:
- سوفی آگوست فردریکا (۲ مه ۱۷۲۹- ۱۷ نوامبر ۱۷۹۶) ، که بعداً کاترین دوم یا کاترین کبیر، ملکه روسیه شد.
- ویلیام کریستیان فردریک (۱۷ نوامبر ۱۷۳۰- ۲۷ اوت ۱۷۴۲).
- فردریک آگوستوس (۸ اوت ۱۷۳۴- ۳ مارس ۱۷۹۳).
- آگوست کریستیان شارلوت (۱۰نوامبر ۱۷۳۶- ۲۴ نوامبر ۱۷۳۶).
- الیزابت اولریک (۱۷دسامبر ۱۷۴۲- ۵ مارس ۱۷۴۵).